# Acanthochitona sueurii
Acanthochitona sueurii är en blötdjursart som först beskrevs av de Blainville 1825.  Acanthochitona sueurii ingår i släktet Acanthochitona och familjen Acanthochitonidae. Inga underarter finns listade i Catalogue of Life.